# Eastern Heights
Eastern Heights är en del av en befolkad plats i Australien. Den ligger i kommunen Ipswich och delstaten Queensland, omkring 30 kilometer sydväst om delstatshuvudstaden Brisbane. Antalet invånare är 3 608.
Runt Eastern Heights är det tätbefolkat, med 356 invånare per kvadratkilometer.. Närmaste större samhälle är Ipswich, nära Eastern Heights. 
I omgivningarna runt Eastern Heights växer huvudsakligen savannskog. Genomsnittlig årsnederbörd är 1 252 millimeter. Den regnigaste månaden är januari, med i genomsnitt 248 mm nederbörd, och den torraste är oktober, med 34 mm nederbörd.